# Symphonic Distribution
Symphonic Distribution är ett digitalt musikdistributionsföretag som lanserades i slutet av 2006 av Jorge Brea i Tampa, Florida. Symphonic Distribution levererar musik från oberoende skivbolag och musiker till online-återförsäljare som Spotify, iTunes, Apple Music, Napster, Deezer, Pandora, Amazon och Beatport.

## Historia
Symphonic Distribution är baserat i Tampa, Florida och grundades i slutet av 2006. År 2010 omsatte Symphonic Distribution mer än en halv miljon dollar per år. 2014 uppgick intäkterna till 2,3 miljoner dollar, varav cirka 500 000 dollar var vinst.
Under 2016 tillkännagav Symphonic Distribution en expansion till New York med avsikt att etablera relationer för sina distribuerade etiketter, artister och oberoende varumärken. Dessutom, efter nedläggningen av Beatports distributionsföretag, Baseware Distribution, tecknade Symphonic över 200 distributionskonton från den nedlagda distributören.
Under 2017 erhöll Symphonic Distribution en tillväxtkapitalinvestering på 4 miljoner dollar från Ballast Point Ventures, ett Tampa-baserat private equity-bolag. Efter investeringen anställde företaget Nick Gordon och Eshan Shah Jahan, tidigare chefer på Orchard, som Chief Client Officer & GM respektive Head of Product med bas i New York.
Företaget fortsatte att anställa personal under 2017 och 2018. Under 2018 anställde bolaget Jakub Alexander som Director of A&R & Client Development. Jakub, en veteran från etiketten Ghostly International. Symphonic byggde dessutom upp ett Client Marketing-team och utökade sin marknadsföring i Latinamerika, Hip Hop, Pop och mer. Jon Mizrachi anslöt också som Senior Director of Sync Licensing efter att ha tillbringat 12 år på Carlin America som Creative Director för synkroniseringslicenser inom film, TV och reklam.
I april 2018 flyttade företaget huvudkontoret till centrala Tampa, Florida, där det delar en kontorsbyggnad med Tampa Theatre. Efter flytten arbetade företaget i samarbete med Tampa Downtown Partnership för att skapa flera Spotify-spellistor som alla förkroppsligar upplevelser som är unika för Tampa Bay-området och som innehåller lokala artister.
Under 2018 öppnade Symphonic ytterligare ett kontor i Nashville, under ledning av VP Business Development Randall Foster, som tidigare arbetat på Naxos och Anthem Entertainment. Symphonic har fortsatt att lansera nya kontor i Colombia, Brasilien, Afrika, Mexiko och andra länder runt om i världen samt städer i USA som Los Angeles och Brooklyn, och har fortsatt att lansera nya lösningar inom områdena Catalog Management and Transfer, SplitPay, Analytics och mycket mer. Symphonic har dessutom betalat över 100 miljoner dollar i artistroyalties sedan starten.
I mars 2019 tillkännagav Symphonic Distribution ett partnerskap med Music Publishing Administration Service.
I januari 2022 tillkännagav Symphonic en investering på 37 miljoner dollar i en serie B-finansieringsrunda ledd av NewSpring och Ballast Point Ventures. Senare under 2022 förvärvade Symphonic Streaming Promotions, utökade sin närvaro i Kanada och lanserade ett DIY-alternativ kallat "Symphonic Starter" som låter artister ladda upp obegränsade låtar för 19,99 USD per år i utbyte mot 100% av royalties.